# Réseau des amis de la Terre
Le Réseau des amis de la Terre est un mouvement d'écologie politique, issu le 19 mai 1977 des Amis de la Terre. Certains membres formeront le 27 février 1982 la Confédération écologiste.